# لاسلو مارکوویتش
لاسلو مارکوویتش (مجاری: Markovits László؛ زاده ۴ آوریل ۱۹۷۰) یک تنیس‌باز اهل مجارستان است. 